# Trebra
Trebra ist eine Gemeinde im thüringischen Kyffhäuserkreis. Sie gehört zur Verwaltungsgemeinschaft Greußen. Der Wirbelbach fließt in einen von Norden nach Südosten ausholenden Bogen um das Dorf herum.

## Geschichte

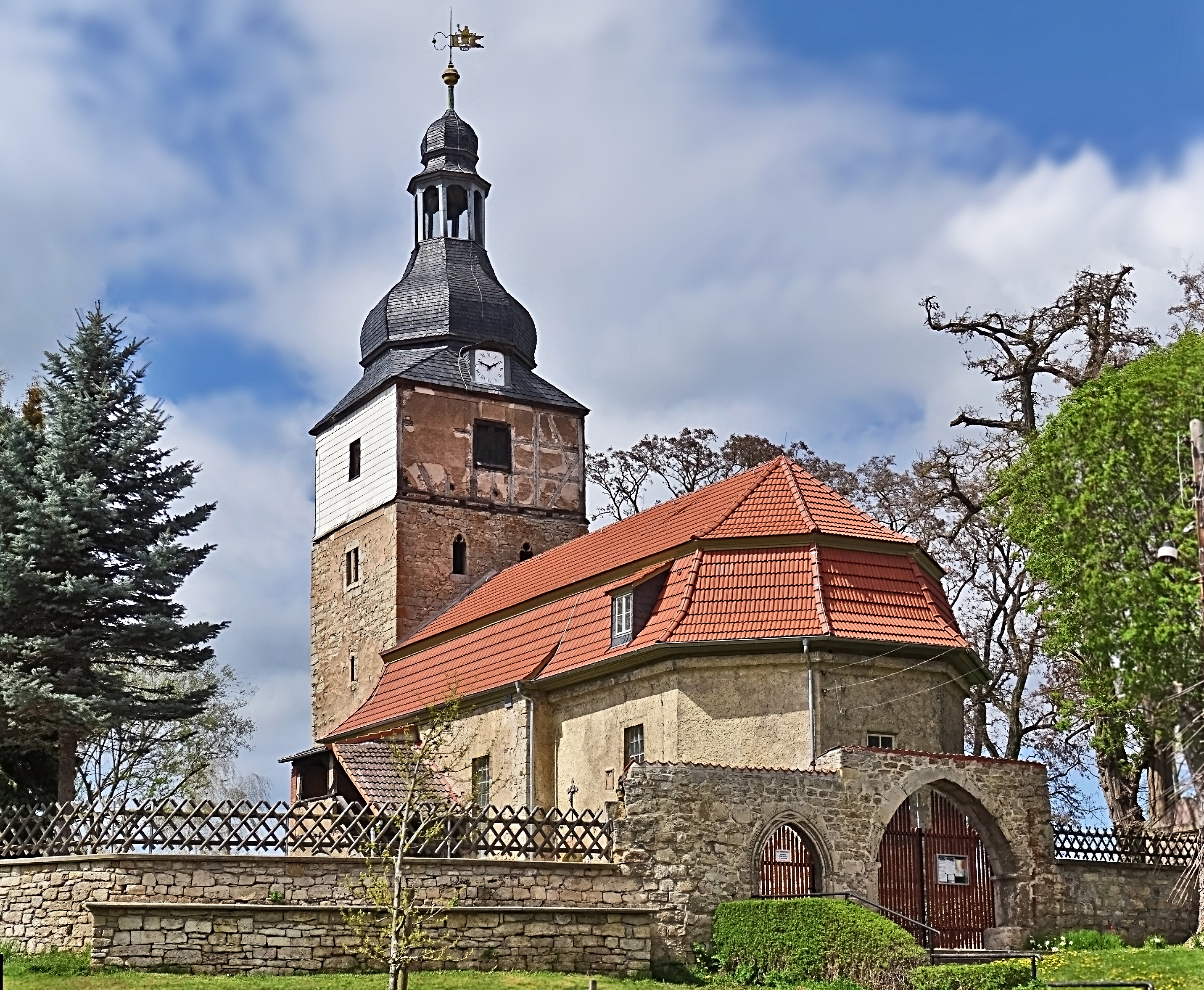
Kirche St. Petri in Trebra

Zu Beginn des 9. Jahrhunderts wurde Trebra in einem Verzeichnis der Güter des von Erzbischof Lullus († 786) von Mainz erbauten Klosters Hersfeld als Dribure erstmals urkundlich erwähnt. 874 errichteten Mönche des Benediktinerordens in unmittelbarer Nähe der ersten Ansiedlungen ein großes Gut. Von dem alten Klosterhof zeugt noch eine alte Scheune, in der Seccomalerei auf Lehm und Darstellungen biblischer Motive vorhanden sind. 1000 schenkte König Otto III. das Dorf Trebra dem Erzbistum Magdeburg. Später gab es dort eine Adelsfamilie, die sich nach dem Ort von Trebra nannte.
In der Folgezeit gehörte Trebra bis 1918 zur Unterherrschaft des Fürstentums Schwarzburg-Sondershausen.

### Einwohnerentwicklung
Entwicklung der Einwohnerzahl (31. Dezember):
| - 1994: 360 - 1995: 346 - 1996: 361 - 1997: 367 - 1998: 361 - 1999: 354 | - 2000: 332 - 2001: 321 - 2002: 328 - 2003: 335 - 2004: 321 - 2005: 320 | - 2006: 314 - 2007: 310 - 2008: 305 - 2009: 304 - 2010: 303 - 2011: 309 | - 2012: 304 - 2013: 293 - 2014: 302 - 2015: 300 - 2016: 300 - 2017: 299 | - 2018: 286 - 2019: 286 - 2020: 291 - 2021: 292 |

Datenquelle: Thüringer Landesamt für Statistik

## Politik

### Wappen
| | Blasonierung: „In Schwarz zwei schrägrechte goldene Balken.“ |
| Wappenbegründung: Als Ortswappen wurde das Familienwappen derer von Trebra, die dem Ort den Namen gaben, zugrunde gelegt. Die Familie von Trebra ist ein thüringisch-sächsisches Adelsgeschlecht mit Stammsitz in Nieder-Trebra. Ersterwähnung der Burg Trebra war 1145 und der Familie 1207. Heinrich von Trebra begab sich 1227 mit dem Thüringer Landgraf Ludwig auf den Kreuzzug. Die Geschichte Trebra´s geht bis in das 8. Jahrhundert zurück. Urkunden von 874 und 932 bekunden, dass Mönche des Benediktinerordens in unmittelbarer Nähe zu den ersten Ansiedlungen ein großes Gut errichteten. Von der Klosterhofanlage zeugt heute noch eine alte Scheune, in der Secco-Malerei auf Lehm und Darstellungen biblischer Motive vorhanden sind. Das Wappen wurde am 10. März 1992 ministeriell genehmigt. |                                                              |

### Dienstsiegel
Das Dienstsiegel trägt die Umschrift im oberen Halbbogen „Gemeinde Trebra“, im unteren Halbbogen „THÜRINGEN“ und zeigt das Gemeindewappen.

## Sehenswürdigkeiten
- Kirche Sankt Petrus
- Kriegerdenkmal für die im Ersten Weltkrieg gefallenen Soldaten des Ortes, Sandstein mit den Namen stark verwittert. Davor Tafel aus der Zeit nach der „Wende“ mit den Namen der 21 im Zweiten Weltkrieg gefallenen und vermissten Soldaten aus Trebra. Seit 2011 neues Denkmal für die Gefallenen beider Weltkriege.
- Reste des ehemaligen Klosters: spärlich und schwer zugänglich
- gut erhaltenes Dorfensemble, einige schöne und gut restaurierte Torbögen und Fachwerkhäuser

## Wirtschaft
Größtes Unternehmen der Gemeinde ist die Agrar GmbH Trebra.

## Verkehr
Trebra liegt fünf Kilometer östlich der Bundesstraße 4, etwa in der Mitte zwischen Nordhausen und Erfurt.
Der nächste Bahnhof ist Greußen an der Bahnstrecke Nordhausen–Erfurt, etwa acht Kilometer südlich von Trebra. Wochentags besteht dorthin eine Busverbindung mit der Linie 444 der Regionalbus-Gesellschaft Unstrut-Hainich- und Kyffhäuserkreis. Vor allem an Schultagen verkehrt außerdem die Linie 442 in die Kreisstadt Sondershausen.